# Olympische Sommerspiele 2024/Schwimmen – 200 m Lagen (Frauen)
Der Schwimmwettkampf über 200 Meter Lagen der Frauen bei den Olympischen Spielen 2024 in Paris wurde am 2. August 2024 in der Paris La Défense Arena ausgetragen. Titelverteidigerin war die Japanerin Yui Ōhashi, die in Tokio über 200 Meter und 400 Meter Lagen die Goldmedaille gewann.

## Rekorde

### Bestehende Rekorde
Vor Beginn der Olympischen Spiele waren folgende Rekorde gültig:
| Weltrekord         | Katinka Hosszú | 2:06,15 min | Kasan          | 3. August 2015 |
| Olympischer Rekord | Katinka Hosszú | 2:06,58 min | Rio de Janeiro | 9. August 2016 |

### Neue Rekorde
| Weltrekord         | Katinka Hosszú | 2:06,15 min | Kasan          | 3. August 2015 |
| Olympischer Rekord | Katinka Hosszú | 2:06,58 min | Rio de Janeiro | 9. August 2016 |

## Titelträgerinnen
| Olympische Spiele 2020       | Yui Ōhashi         | 2:08,52 min | Tokio             |
| Weltmeisterschaften 2024     | Kate Douglass      | 2:07,05 min | Doha              |
| Afrikaspiele 2023            | Georgia Els        | 2:17,65 min | Accra             |
| Panamerikanische Spiele 2023 | Sydney Pickrem     | 2:09,04 min | Santiago de Chile |
| Asienspiele 2022             | Yu Yiting          | 2:07,75 min | Hangzhou          |
| Europameisterschaft 2022     | Anastasia Gorbenko | 2:10,92 min | Rom               |
| Pazifikspiele 2023           | Lara Grangeon      | 2:20,06 min | Honiara           |

## Qualifikation
Als Olympische Normzeit (OQT) wurde eine Zeit von 2:11,47 Minuten festgelegt. Athletinnen die diese Zeit im Qualifikationszeitraum (1. März 2023 bis 23. Juni 2024) erreichen dürfen an den Start gehen. Die Anzahl der Athletinnen ist auf maximal zwei pro NOK beschränkt. Darüber hinaus werden weitere Plätze an Schwimmerinnen vergeben, die die Olympische Basiszeit (OCT) von 2:12,13 Minuten geschwommen sind (maximal eine Schwimmerin pro NOK). Über Universalstartplätze besteht eine weitere Chance für die Teilnahme, auch für Athletinnen die keine der beiden Normzeiten schwimmen konnten.

## Ergebnisse

### Vorläufe
Die schnellsten 16 Athletinnen qualifizierten sich für das Halbfinale.
| Rang | Lauf | Bahn | Athletin            | Nation             | Zeit        | Anmerkung |
| ---- | ---- | ---- | ------------------- | ------------------ | ----------- | --------- |
| 1    | 3    | 4    | Summer McIntosh     | Kanada             | 2:09,90 min | Q         |
| 2    | 3    | 5    | Yu Yiting           | China              | 2:10,28 min | Q         |
| 3    | 5    | 5    | Alexandra Walsh     | Vereinigte Staaten | 2:10,48 min | Q         |
| 4    | 4    | 5    | Sydney Pickrem      | Kanada             | 2:10,63 min | Q         |
| 5    | 4    | 4    | Kate Douglass       | Vereinigte Staaten | 2:10,70 min | Q         |
| 6    | 3    | 6    | Ella Ramsay         | Australien         | 2:10,75 min | Q         |
| 7    | 3    | 3    | Abbie Wood          | Großbritannien     | 2:10,95 min | Q         |
| 8    | 5    | 2    | Ye Shiwen           | China              | 2:10,96 min | Q         |
| 9    | 5    | 4    | Kaylee McKeown      | Australien         | 2:11,26 min | Q         |
| 10   | 3    | 2    | Charlotte Bonnet    | Frankreich         | 2:11,47 min | Q         |
| 11   | 5    | 3    | Anastasia Gorbenko  | Israel             | 2:11,53 min | Q         |
| 12   | 3    | 1    | Emma Carrasco       | Spanien            | 2:11,54 min | Q         |
| 13   | 4    | 2    | Shiho Matsumoto     | Japan              | 2:11,67 min | Q         |
| 14   | 5    | 6    | Yui Ōhashi          | Japan              | 2:11,70 min | Q         |
| 15   | 5    | 1    | Ellen Walshe        | Irland             | 2:11,81 min | Q         |
| 16   | 4    | 1    | Rebecca Meder       | Südafrika          | 2:11,96 min | Q         |
| 17   | 5    | 7    | Kim Seo-yeong       | Südkorea           | 2:12,42 min |           |
| 18   | 4    | 6    | Sara Franceschi     | Italien            | 2:12,88 min |           |
| 18   | 4    | 7    | Freya Colbert       | Großbritannien     | 2:12,88 min |           |
| 20   | 4    | 3    | Marrit Steenbergen  | Niederlande        | 2:13,21 min |           |
| 21   | 2    | 5    | Kristen Romano      | Puerto Rico        | 2:13,32 min |           |
| 22   | 4    | 8    | Barbora Seemanová   | Tschechien         | 2:13,47 min |           |
| 23   | 3    | 8    | Tamara Potocká      | Slowakei           | 2:14,20 min |           |
| 24   | 2    | 4    | Lena Kreundl        | Österreich         | 2:15,04 min |           |
| 25   | 3    | 7    | Dalma Sebestyén     | Ungarn             | 2:15,16 min |           |
| 26   | 2    | 6    | Ieva Maļuka         | Lettland           | 2:15,79 min |           |
| 27   | 2    | 1    | Võ Thị Mỹ Tiên      | Vietnam            | 2:17,18 min |           |
| 28   | 5    | 8    | Lea Polonsky        | Israel             | 2:17,53 min |           |
| 29   | 2    | 2    | McKenna DeBever     | Peru               | 2:17,61 min |           |
| 30   | 2    | 7    | Nicole Frank        | Uruguay            | 2:18,00 min |           |
| 31   | 1    | 4    | Azzahra Permatahani | Indonesien         | 2:20,51 min |           |
| 32   | 1    | 5    | Valerie Tarazi      | Palästina          | 2:20,56 min |           |
| 33   | 1    | 3    | Jayla Pina          | Kap Verde          | 2:24,51 min |           |
|      | 2    | 3    | Han An-chi          | Chinesisch Taipeh  | DSQ         |           |

### Halbfinale
Die schnellsten 8 Athletinnen qualifizierten sich für das Finale.
| Rang | Lauf | Bahn | Athletin           | Nation             | Zeit        | Anmerkung |
| ---- | ---- | ---- | ------------------ | ------------------ | ----------- | --------- |
| 1    | 2    | 5    | Alexandra Walsh    | Vereinigte Staaten | 2:07,45 min | Q         |
| 2    | 2    | 4    | Summer McIntosh    | Kanada             | 2:08,30 min | Q         |
| 3    | 2    | 3    | Kate Douglass      | Vereinigte Staaten | 2:08,59 min | Q         |
| 4    | 2    | 6    | Abbie Wood         | Großbritannien     | 2:09,64 min | Q         |
| 5    | 1    | 5    | Sydney Pickrem     | Kanada             | 2:09,65 min | Q         |
| 6    | 1    | 4    | Yu Yiting          | China              | 2:09,74 min | Q         |
| 7    | 2    | 2    | Kaylee McKeown     | Australien         | 2:09,97 min | Q         |
| 8    | 1    | 3    | Ella Ramsay        | Australien         | 2:10,16 min | Q         |
| 9    | 2    | 7    | Anastasia Gorbenko | Israel             | 2:10,32 min |           |
| 10   | 1    | 6    | Ye Shiwen          | China              | 2:10,45 min |           |
| 11   | 1    | 8    | Rebecca Meder      | Südafrika          | 2:10,67 min | NR        |
| 12   | 1    | 1    | Yui Ōhashi         | Japan              | 2:10,94 min |           |
| 13   | 2    | 8    | Ellen Walshe       | Irland             | 2:11,35 min |           |
| 14   | 2    | 1    | Shiho Matsumoto    | Japan              | 2:11,85 min |           |
| 15   | 1    | 7    | Emma Carrasco      | Spanien            | 2:12,25 min |           |
| 16   | 1    | 2    | Charlotte Bonnet   | Frankreich         | 2:12,80 min |           |

### Finale
| Rang | Bahn            | Athletin           | Nation             | Zeit        | Anmerkung  |
| ---- | --------------- | ------------------ | ------------------ | ----------- | ---------- |
| 1    | 5               | Summer McIntosh    | Kanada             | 2:06,56 min | OR, WJ, NR |
| 2    | 3               | Kate Douglass      | Vereinigte Staaten | 2:06,92 min |            |
| 3    | 1               | Kaylee McKeown     | Australien         | 2:08,08 min |            |
| 4    | 7               | Yu Yiting          | China              | 2:08,49 min |            |
| 5    | 6               | Abbie Wood         | Großbritannien     | 2:09,51 min |            |
| 6    | 2               | Sydney Pickrem     | Kanada             | 2:09,74 min |            |
|      | 8               | Ella Ramsay        | Australien         | DNS         |            |
| 4    | Alexandra Walsh | Vereinigte Staaten | DSQ                |             |            |